# Sankt Halvard

Oslos stadssigill föreställer Sankt Halvard.

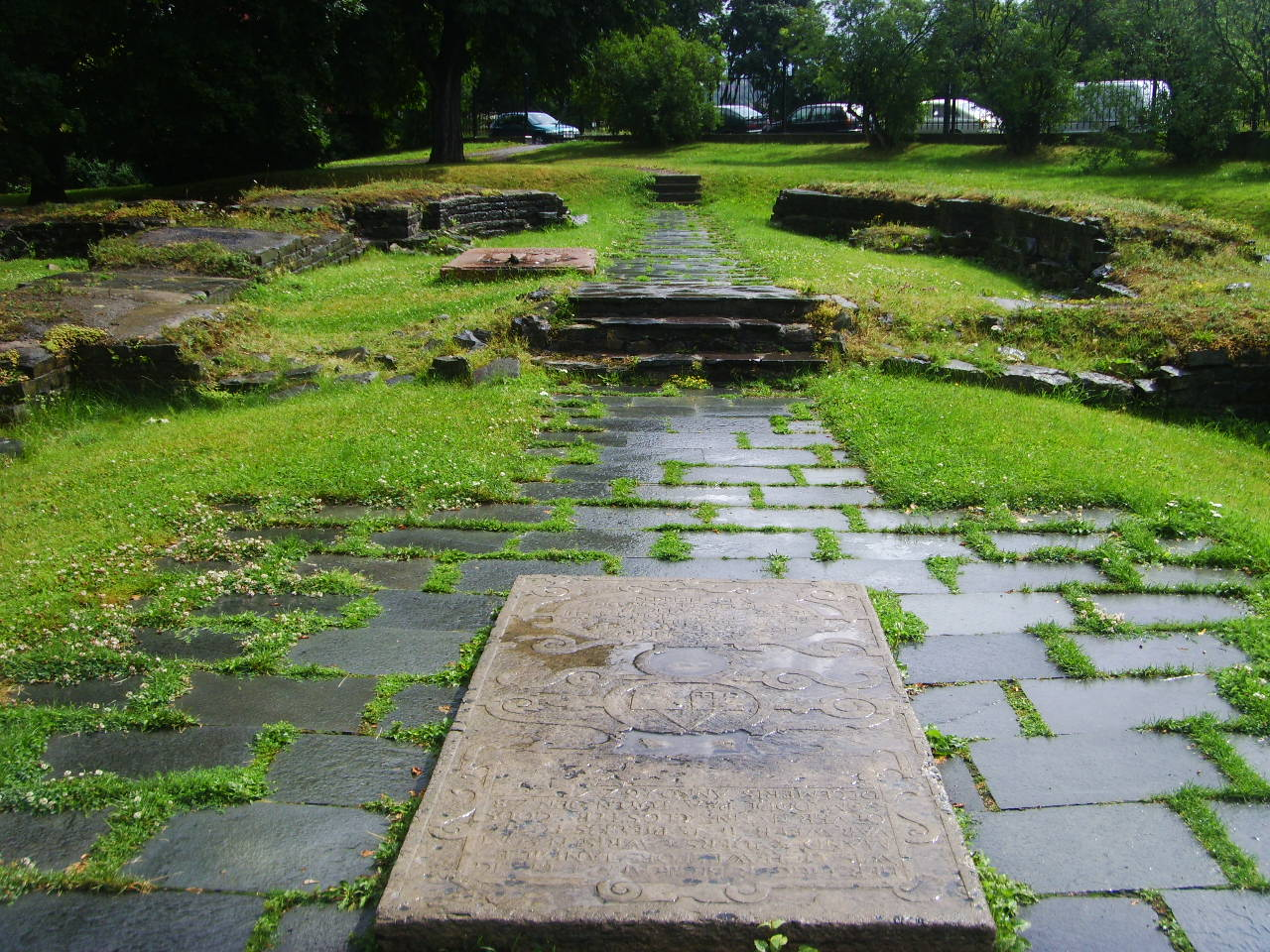
Hallvardskatedralens ruin i Gamlebyen i Oslo

Sankt Halvard, eller Hallvard Vebjørnsson, är Oslos skyddshelgon och har sin minnesdag den 15 maj. Han känns igen på att han på alla helgonbilder håller en kvarnsten i handen. Han blev slutligen begravd i Hallvardskatedralen i Gamlebyen i Oslo. 
Hallvard Vebjørnsson från Huseby i Lier föddes omkring 1020. Hans mor var kusin till Olav den helige och Halvard (den svenska stavningen) var kristen sedan barnsben. Legenden om Sankt Halvard börjar en majdag 1043, då den unge Halvard skulle ta sig över Drammensfjorden i båt. Då kom en kvinna, troligen en träl och bad Halvard om hjälp. Eventuellt var hon gravid. Hon var på flykt från två till tre män som beskyllde henne för tjuveri och hon fruktade för sitt liv. Halvard trodde på hennes oskuld och tog med henne i båten. Men förföljarna fick fatt på dem. De beskyllde Halvard för att hjälpa en tjuv och lögnerska. Då Halvard försvarade kvinnan, blev männen rasande. En av karlarna tog pilbågen och sköt Halvard i halsen. Därefter slog de ihjäl kvinnan och rodde tillbaka till stranden med liken. Kvinnan begravde de vid vattenbrynet, medan de band en kvarnsten runt halsen på Halvards lik och sänkte det i fjorden. Det flöt dock upp igen med kvarnstenen fäst vid halsen. Detta tog folk som ett tecken på att han var ett helgon.
Halvard blev senare begravd vid Sankt Olofs kapell i Huseby. Det berättas att ett himmelskt ljus strålade över graven och på stranden sprang en helig källa upp. Efter begravningen skedde det flera mirakel vid Halvards grav. Han blev dyrkad som martyr, främst i sydöstra Norge, då han dog medan han försvarade en oskyldig. År 1053 blev Halvards lik flyttat till Mariakyrkan i Oslo. Där lades han i ett praktfullt skrin och det förvarades bakom högaltaret. Senare blev skrinet flyttat till domkyrkan Hallvardskatedralen då denna stod färdig 1130, namngiven efter honom. Hans reliker, som stod på högaltaret, blev föremål för pilgrimsfärder och en anhalt för pilgrimer på väg till och från Nidaros. Omkring 1300 tog staden Oslo i bruk ett sigill som byggde på Halvardslegenden. Ytterby gamla kyrka i Kungälvs kommun var också tillägnad Sankt Halvard.